# Trumps första regering

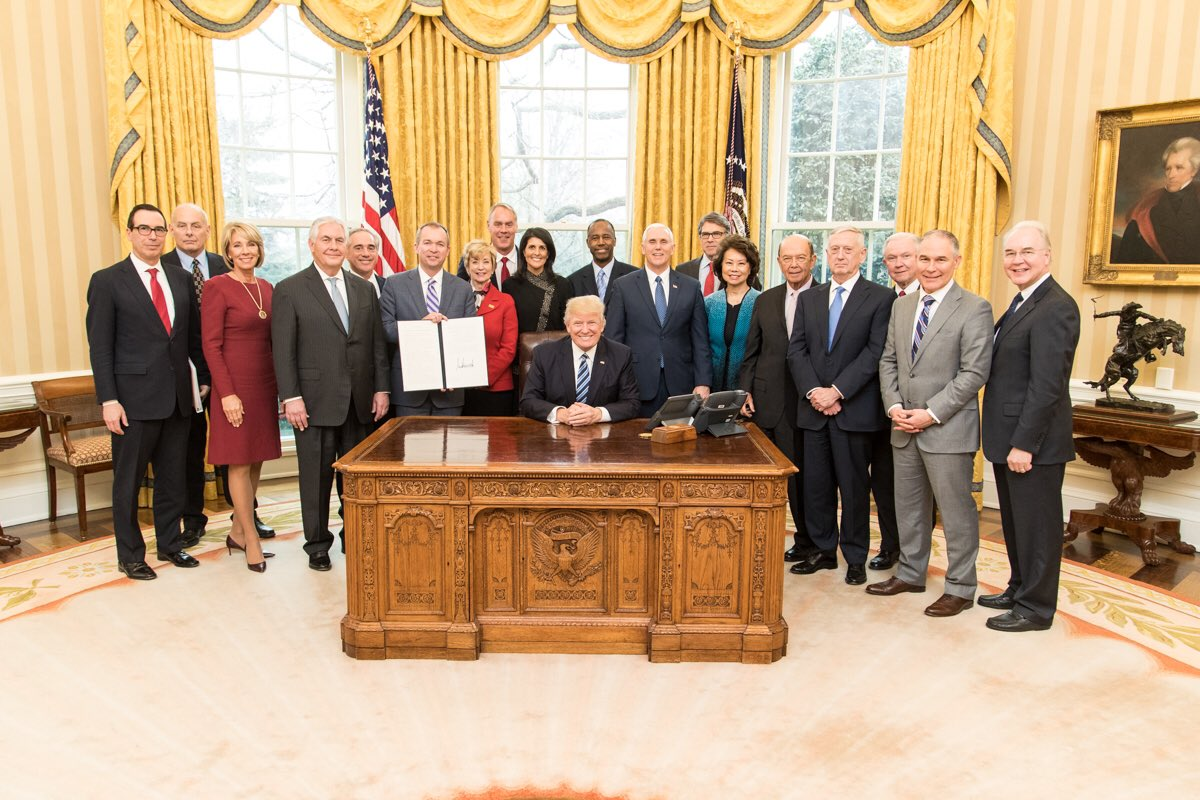
Trumps kabinett i Ovala rummet, 13 mars 2017.

Regeringen Trump, även kallat Trumps kabinett (jämför engelskans Cabinet, se USA:s federala regering), bildades då republikanen Donald Trump tillträdde som USA:s 45:e president den 20 januari 2017 och var en del av USA:s verkställande ledning. Vicepresidenten Mike Pence valdes tillsammans med presidenten. Övriga ledamöter nominerades av presidenten och godkändes av Senaten. Varje minister är chef för ett departement. Förutom ministrarna är vissa höga befattningshavare i presidentens stab, som Vita husets stabschef och chefen för budgetbyrån, adjungerade.
Uppgiften är att ge råd till presidenten i dennes roll som innehavare av den verkställande makten i USA på federal nivå.
Presidenten, vicepresidenten, utrikesministern och försvarsministern är också ledamöter av nationella säkerhetsrådet, liksom andra som presidenten väljer.
Med undantag av Robert Lighthizer (nominerad som handelsrepresentat) var samtliga av Trumps nomineringar godkända av USA:s senat inom dennes första 100 dagar som president. Stabschefen utses av presidenten utan senatsgodkännande.

## Andra viktiga befattningshavare och rådgivare
| Titel                                            | Namn                                | Tillträdde       | Avgick           |
| ------------------------------------------------ | ----------------------------------- | ---------------- | ---------------- |
| Vita husets chefsstrateg                         | Steve Bannon                        | 20 januari 2017  | 18 augusti 2017  |
| Rådgivare till presidenten                       | Steve Bannon                        | 20 januari 2017  | 18 augusti 2017  |
| Rådgivare till presidenten                       | Kellyanne Conway                    | 20 januari 2017  | Nuvarande        |
| Rådgivare till presidenten                       | Dina Powell                         | 20 januari 2017  | 12 januari 2018  |
| Seniorrådgivare till presidenten                 | Jared Kushner                       | 20 januari 2017  | Nuvarande        |
| Seniorrådgivare till presidenten                 | Stephen Miller                      | 20 januari 2017  | Nuvarande        |
| USA:s nationella säkerhetsrådgivare              | Michael T. Flynn                    | 20 januari 2017  | 13 februari 2017 |
| USA:s nationella säkerhetsrådgivare              | H.R. McMaster                       | 20 februari 2017 | Nuvarande        |
| USA:s biträdande nationella säkerhetsrådgivare   | K. T. McFarland                     | 20 januari 2017  | 19 maj 2017      |
| USA:s nationella underrättelsechef               | Dan Coats                           | 16 mars 2017     | 15 augusti 2019  |
| USA:s nationella underrättelsechef               | John Ratcliffe                      | 26 maj 2020      | 20 januari 2021  |
| Chef för CIA                                     | Mike Pompeo                         | 23 januari 2017  | 26 april 2018    |
| Chef för CIA                                     | Gina Haspel                         | 26 april 2018    | Nuvarande        |
| USA:s biträdande utrikesminister                 | John J. Sullivan                    | 24 maj 2017      | Nuvarande        |
| USA:s vice justitieminister                      | Rod Rosenstein                      | 26 april 2017    | Nuvarande        |
| Presidentens ekonomiska rådgivare                | Gary Cohn                           | 20 januari 2017  | 2 april 2018     |
| Presidentens juridiska rådgivare                 | Don McGahn                          | 20 januari 2017  | Nuvarande        |
| Presidentens handelsrådgivare                    | Peter Navarro                       | 20 januari 2017  | Nuvarande        |
| Presidentens rådgivare inom federala regleringar | Carl Icahn                          | 20 januari 2017  | 18 augusti 2017  |
| Presidentens rådgivare inom cybersäkerhet        | Rudy Giuliani                       | 20 januari 2017  | Nuvarande        |
| Presidentens sociala medier-chef                 | Dan Scavino                         | 20 januari 2017  | Nuvarande        |
| Presidentens kabinettssekreterare                | Bill McGinley                       | 20 januari 2017  | Nuvarande        |
| Vita husets pressekreterare                      | Sean Spicer                         | 20 januari 2017  | augusti 2017     |
| Vita husets pressekreterare                      | Sarah Huckabee Sanders              | augusti 2017     | Nuvarande        |
| Vita husets kommunikationschef                   | Sean Spicer                         | 20 januari 2017  | 6 mars 2017      |
| Vita husets kommunikationschef                   | Mike Dubke                          | 6 mars 2017      | 2 juni 2017      |
| Vita husets kommunikationschef                   | Sean Spicer                         | 2 juni 2017      | 21 juli 2017     |
| Vita husets kommunikationschef                   | Anthony Scaramucci (interimistiskt) | 25 juli 2017     | 31 juli 2017     |
| Vita husets kommunikationschef                   | Hope Hicks                          | 16 augusti 2017  | 29 mars 2018     |
| Vicepresidentens stabschef                       | Josh Pitcock                        | 20 januari 2017  | juli 2017        |
| Vicepresidentens stabschef                       | Nick Ayers                          | juli 2017        | Nuvarande        |
| Vicepresidentens rådgivare                       | Mark Paoletta                       | 25 januari 2017  | Nuvarande        |
| Första damens stabschef                          | Lindsay Reynolds                    | 1 februari 2017  | Nuvarande        |